# Thaha Syaifuddin
Thaha Syaifuddin bin Mahmud (Jambi, 1816 – Tebo, 26 aprile 1904) è stato un sovrano indonesiano.
Fu sultano di Jambi.
Divenuto sultano nel 1855, si rifiutò di rinnovare le condizioni imposte ai suoi predecessori dai coloni olandesi che tentavano con questo di limitare i suoi poteri, e per questo gli europei invasero Jambi nel 1858, imponendo una dinastia di successori più accondiscendenti che regnarono sino al 1899. Ripristinato al trono nel 1900, Thaha continuò ad ogni modo ad opporsi al governo olandese, sino a quando non venne ucciso per ordine del governatore nel 1904.
Nel 1977, venne elevato postumo al rango di Eroe Nazionale dell'Indonesia, la più alta onorificenza della repubblica indonesiana.
Il sultano è commemorato nel nome dell'Aeroporto Sultan Thaha a Jambi dal 1978.